# Kosmologisches Prinzip
Unter dem kosmologischen Prinzip (oder kosmologischen Postulat) sind zwei Grundannahmen der naturwissenschaftlichen Kosmologie zusammengefasst, die deren Modellen vom Weltall als Ganzes zu Grunde liegen. Es wurde 1933 von dem Astrophysiker Edward A. Milne eingeführt und besagt:
- Das Weltall ist homogen – d. h., es stellt sich einem Beobachter unabhängig von seinem Standpunkt im Raum immer gleich dar (Prinzip der Homogenität, auch kopernikanisches Prinzip genannt).[1]
- Das Weltall ist isotrop – d. h., es stellt sich dem Beobachter unabhängig von der Beobachtungsrichtung im Raum immer gleich dar (Prinzip der Isotropie).

Alle bisherigen Beobachtungspunkte der Menschheit in alle Raumrichtungen mit Betrachtungsdistanzen von mind. 100 Millionen Lichtjahren durch jahrhundertelang wiederholende Messungen zu verschiedenen Punkten der Erdbahn und durch eine Vielzahl an Satelliten, Raumsonden und bemannten und unbemannten Raumfahrtmissionen bestätigen diese Annahme. Dies legt somit nahe, dass es keine systematische Änderung der Dichte von Materie im Raum gibt und das Universum unbegrenzt ist.
Eine strengere Version des kosmologischen Prinzips, das perfekte kosmologische Prinzip, verlangt neben der räumlichen auch eine zeitliche Homogenität. Diese Version, ursprünglich von Vertretern von Steady-State-Kosmologien wie Hermann Bondi und Fred Hoyle unterstützt, spielt heute nur noch eine untergeordnete Rolle.

## Analogie: Überlebende eines Flugzeugabsturzes im Wald
Das kosmologische Prinzip lässt sich einfach durch eine Analogie veranschaulichen:
Angenommen, eine Gruppe von Personen befindet sich nach einem Flugzeugabsturz in einem Wald und hält Ausschau nach einem direkten Weg zum Waldrand:
- Die Menschen sind unterschiedlich weit voneinander erwacht, und dennoch allesamt augenscheinlich gleich tief inmitten des Waldes (Homogenität).
- Egal in welche Richtung sie schauen, der Wald erscheint überall gleich dicht. (Isotropie)

Wir nehmen an, die Menschen können nun genügend weit voneinander ausschwärmen und quasi unendlich weit sehen. Wenn sie nun auch von weit entfernten Standpunkten aus in alle Richtungen keinen Waldrand erspähen können, dann ist es eine legitime Annahme, dass der Wald keinen Rand besitzt.

## Geschichte
Das kosmologische Prinzip wird zum ersten Mal in den Philosophiæ Naturalis Principia Mathematica (1687) von Isaac Newton klar dargelegt. Im Gegensatz zu früheren klassischen oder mittelalterlichen Kosmologien, in denen die Erde im Mittelpunkt des Universums stand, stellte sich Newton die Erde als eine Kugel vor, die sich in einem unermesslich großen und gleichmäßigen Raum, um die Sonne dreht. Er zeigte durch eine Reihe mathematischer Beweise auf der Grundlage von Beobachtungsdaten, dass die Bewegungen von Planeten, Kometen und Körpern auf der Erde durch ein einziges Prinzip der „universellen Gravitation“ erklärt werden konnte. Das heißt, er postulierte die einheitliche Ausdehnung der physikalischen Bewegungsgesetze auf eine große Entfernung jenseits des Beobachtungsrahmens der Erde selbst.

## Gültigkeit
Das kosmologische Prinzip beruht auf der Annahme, dass die von der Erde beobachtete Gleichmäßigkeit des Universums nicht durch eine zentrale Position in einem begrenzten Raum, sondern einer beliebigen Position in einem unbegrenzten Universum zu erklären ist. Diese Annahme ist nicht beweisbar. Ihre Gültigkeit wird a priori vorausgesetzt.
Das kosmologische Prinzip gilt nicht für kleine Entfernungen. Zum Beispiel ist die Dichte der Materie im Sonnensystem deutlich größer als im interstellaren Raum. Auch sind einzelne Galaxien nicht gleichmäßig verteilt, sondern sie bilden Gruppen, Haufen, Superhaufen und Filamente. Auf einer noch größeren Skala wurde das kosmologische Prinzip auch durch immer genauere Messungen wiederholt bestätigt. Das Universum scheint homogener zu sein als zwischenzeitlich angenommen.
Das kosmologische Prinzip führt für einige Kosmologien zum Olbersschen Paradoxon. Es ist nur mit bestimmten Kosmologien, wie etwa der Urknalltheorie, widerspruchsfrei vereinbar.

## Ausdehnung des Universums
Das kosmologische Prinzip steht nicht im Widerspruch zur Ausdehnung des Universums, die z. B. durch die Rotverschiebung nachweisbar ist. Die klassische Vorstellung des Universums als Kugel und somit einer Raumvorstellung ähnlich zum Äther (Physik) ist nicht mit der Relativitätstheorie vereinbar.